# Rafael Obrador Burguera
Rafael Obrador Burguera (Campos, 24 de febrero de 2004), más conocido deportivamente como Rafa Obrador, es un futbolista español que juega como defensa en el S. L. Benfica de la Primeira Liga de Portugal.

## Trayectoria
Nacido en Campos, Mallorca, Islas Baleares, comenzó a jugar al fútbol en las categorías inferiores del CE Campos a la edad de cuatro años, hasta incorporarse a la estructura del R. C. D. Mallorca en 2014, cuando tenía diez años.[cita requerida] El 10 de octubre de 2019, firmó su primer contrato profesional, acordando un contrato hasta 2024.[cita requerida]
El 19 de julio de 2020, antes incluso de haber aparecido con el filial, hizo su debut en el primer equipo del Real Club Deportivo Mallorca en la Primera División de España, sustituyendo a Iddrisu Baba en el empate 2-2 ante el C. A. Osasuna, ya que su equipo ya estaba descendido.
El 5 de octubre de 2020 ingresó en La Fábrica del Real Madrid C. F. y finalizó su etapa en el fútbol juvenil.[cita requerida] Terminó su formación en 2022, siendo ascendido al Real Madrid Castilla Club de Fútbol de cara a la temporada 2022-23.[cita requerida]
El 21 de agosto de 2024 fue cedido al R. C. Deportivo de La Coruña por una temporada. En ella jugó 33 partidos en la Segunda División y en julio de 2025 dejó definitivamente el Real Madrid tras ser traspasado al S. L. Benfica.

## Selección nacional
Es internacional en categorías inferiores con la selección de España.

## Clubes
| Club                                  | País     | Años      |
| ------------------------------------- | -------- | --------- |
| R. C. D. Mallorca                     | España   | 2020      |
| Real Madrid Castilla C. F.            | España   | 2022-2025 |
| R. C. Deportivo de La Coruña (cedido) | España   | 2024-2025 |
| S. L. Benfica                         | Portugal | 2025-act. |

## Palmarés

### Títulos nacionales
| Título                | Club          | País     | Año  |
| --------------------- | ------------- | -------- | ---- |
| Supercopa de Portugal | S. L. Benfica | Portugal | 2025 |